# Abel Tasman
Abel Janszoon Tasman (n. 1603, Lutjegast, Groningen, Țările de Jos - d. 10 octombrie 1659, Batavia, insula Java) a fost navigator și comerciant neerlandez, explorator al Australiei și Oceaniei.
Este celebru pentru călătoriile sale din 1642 și 1644, aflat în serviciul Companiei Olandeze a Indiilor de Est, fiind primul european cunoscut care a ajuns în insulele Tasmania și Noua Zeelandă.

## Prima călătorie în Pacific
În 1634, Tasman a fost trimis ca secund într-o expediție pentru explorarea nordului Pacificului.
Timp de câțiva ani efectuează mai multe călătorii prin Asia, în care se dovedește nu numai un bun navigator, ci și un fin diplomat, încheind un tratat comercial cu temutul sultan din Palembang, Sumatra.

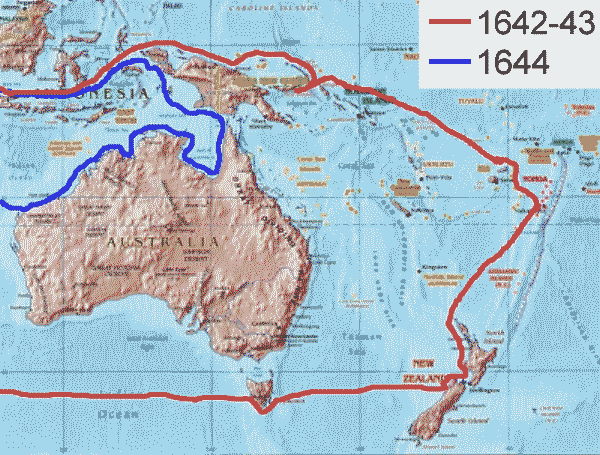
Traseele celor două călătorii

### Descoperirile
În 1642 primește comanda unei expediții ce avea drept scop descoperirea de noi tărâmuri în sudul Pacificului, Terra Australis Incognita, necunoscute până atunci europenilor, dar cărora cartografii le bănuiau existența.
Pe 24 noiembrie 1642, Tasman zărește coasta vestică a unei insule, căreia îi dă numele "Pământul lui Van Diemen", în onoarea guvernatorului de atunci al Companiei Olandeze a Indiilor de Est.
Ulterior, colonialiștii englezi îi vor da numele Tasmania.
Pe 13 decembrie, echipajul zărește țărmul sudic al Noii Zeelande.
Inițial, Tasman a considerat că a ajuns pe coasta Americii de Sud, mai exact în Țara de Foc și o numește Staten Landt.
Pe drumul de întoarcere, trece pe lângă insulele Tonga pe 20 ianuarie 1643.
În zona insulelor Fiji, velierul său este aproape avariat datorită impactului cu coralii din regiune.
Îndreptându-se către Noua Guinee, ajunge în Batavia la 15 iunie 1643.

## A doua călătorie
În 1644, Tasman pornește cu trei corăbii într-o a doua călătorie și ajunge în Australia de nord, unde studiază regiunea și locuitorii.
Teritoriile descoperite de Tasman nu i-au adus nicio satisfacție: Nu a obținut nicio zonă comercială nouă, niciun nou itinerar pentru navigație.
Timp de peste un secol, până la epoca lui James Cook, Tasmania și Noua Zeelandă nu au fost vizitate de europeni, cel mult Australia, dar cu totul întâmplător.

## Posteritatea
Numele lui Tasman este purtat de mai multe entități geografice (Tasmania, Marea Tasmaniei, golful Tasmaniei, râul Tasmania), de animale (diavolul tasmanian, tigrul tasmanian).